# Campionat d'Europa d'atletisme de 1946
El Campionat d'Europa d'atletisme de 1946 fou la tercera edició del Campionat d'Europa d'atletisme organitzat sota la supervisió de l'Associació Europea d'Atletisme. Aquesta fou la primera edició després de l'aturada realitzada per la Segona Guerra Mundial i la competició masculina i femenina es realitzà en una mateixa seu.
La competició tingué lloc entre els dies 22 i 25 d'agost de 1946 a l'Estadi Bislett d'Oslo (Noruega). Aquesta fou la primera edició de la competició que es realitzà en un país escandinau.

## Medallistes

### Categoria masculina
| Event | Or                                                                      | Or          | Plata                                                             | Plata    | Bronze                                                                         | Bronze   |
| 100 metres | John Archer (GBR)                                                       | 10.6        | Haakon Tranberg (NOR)                                             | 10.7     | Carlo Monti (ITA)                                                              | 10.8     |
| 200 metres | Nikolay Karakulov (URS)                                                 | 21.6        | Haakon Tranberg (NOR)                                             | 21.7     | Jiří David (TCH)                                                               | 21.8     |
| 400 metres | Niels Holst-Sørensen (DEN)                                              | 47.9        | Jacques Lunis (FRA)                                               | 48.3     | Derek Pugh (GBR)                                                               | 48.9     |
| 800 metres | Rune Gustafsson (SWE)                                                   | 1:51.0      | Niels Holst-Sørensen (DEN)                                        | 1:51.1   | Marcel Hansenne (FRA)                                                          | 1:51.2   |
| 1500 metres | Lennart Strand (SWE)                                                    | 3:48.0 CR   | Henry Eriksson (SWE)                                              | 3:48.8   | Erik Jørgensen (DEN)                                                           | 3:52.8   |
| 5.000 metres | Sydney Wooderson (GBR)                                                  | 14:08.6 CR  | Wim Slijkhuis (NED)                                               | 14:14.0  | Evert Nyberg (SWE)                                                             | 14:23.2  |
| 10.000 metres | Viljo Heino (FIN)                                                       | 29:52.0 CR  | Helge Perälä (FIN)                                                | 30:31.4  | András Csaplár (HUN)                                                           | 30:35.2  |
| Maratónb | Mikko Hietanen (FIN)                                                    | 2: 24:55    | Väinö Muinonen (FIN)                                              | 2: 26:08 | Iakov Punko (URS)                                                              | 2: 26:21 |
| 110 m tanques | Håkan Lidman (SWE)                                                      | 14.6        | Hippolyte Braekman (BEL)                                          | 14.9     | Väinö Suvivuo (FIN)                                                            | 15.0     |
| 400 m tanques | Bertel Storskrubb (FIN)                                                 | 52.2 CR     | Sixten Larsson (SWE)                                              | 52.4     | Rune Larsson (SWE)                                                             | 52.5     |
| 3000 m obstacles | Raphaël Pujazon (FRA)                                                   | 9:01.4 CR   | Erik Elmsäter (SWE)                                               | 9:11.0   | Tore Sjöstrand (SWE)                                                           | 9:14.0   |
| 10 km marxa | John Mikaelsson (SWE)                                                   | 46:05.2     | Fritz Schwab (SUI)                                                | 47:03.6  | Emile Maggi (FRA)                                                              | 48:10.4  |
| 50 km marxa | John Ljunggren (SWE)                                                    | 4: 38:20 CR | Harry Forbes (GBR)                                                | 4: 42:58 | Charles Megnin (GBR)                                                           | 4: 57:04 |
| relleus 4×100 m | SuèciaStig Danielsson · Inge Nilsson · Olle Laessker · Stig Håkansson   | 41.5        | FrançaAgathon Lepève · Julien Lebas · Pierre Gonon · René Valmy   | 42.0     | TxecoslovàquiaMirko Paráček · Leopold Láznička · Miroslav Řihošek · Jiří David | 42.2     |
| relleus 4×400 m | FrançaBernard Santona · Yves Cros · Robert Chef d'Hotel · Jacques Lunis | 3:14.4      | Regne UnitRonald Ede · Derek Pugh · Bernard Elliot · Bill Roberts | 3:14.5   | SuèciaFolke Alnevik · Stig Lindgård · Sven-Erik Nolinge · Tore Sten            | 3:15.0   |
| Salt d'alçada | Anton Bolinder (SWE)                                                    | 1.99        | Alan Paterson (GBR)                                               | 1.96     | Nils Nicklén (FIN)                                                             | 1.93     |
| Salt de llargada | Olle Laessker (SWE)                                                     | 7.42        | Lucien Graff (SUI)                                                | 7.40     | Miroslav Řihošek (TCH)                                                         | 7.29     |
| Salt amb perxa | Allan Lindberg (SWE)                                                    | 4.17 CR     | Nikolay Ozolin (URS)                                              | 4.10     | Jan Bém (TCH)                                                                  | 4.10     |
| Triple salt | Valdemar Rautio (FIN)                                                   | 15.17       | Bertil Johnsson (SWE)                                             | 15.15    | Arne Åhman (SWE)                                                               | 14.96    |
| Llançament de pes | Gunnar Huseby (ISL)                                                     | 15.56       | Dmitriy Goryainov (URS)                                           | 15.25    | Yrjö Lehtilä (FIN)                                                             | 15.23    |
| Llançament de disc | Adolfo Consolini (ITA)                                                  | 53.23 CR    | Giuseppe Tosi (ITA)                                               | 50.39    | Veikko Nyquist (FIN)                                                           | 48.14    |
| Llançament de javelina | Lennart Atterwall (SWE)                                                 | 68.74       | Yrjö Nikkanen (FIN)                                               | 67.50    | Tapio Rautavaara (FIN)                                                         | 66.40    |
| Llançament de martell | Bo Ericson (SWE)                                                        | 56.44       | Eric Johansson-Umedalen (SWE)                                     | 53.54    | Duncan Clark (GBR)                                                             | 51.32    |
| Decatló | Godtfred Holmvang (NOR)                                                 | 6987        | Serguei Kuznetsov (URS)                                           | 6930     | Göran Waxberg (SWE)                                                            | 6504     |
| AR Rècord del continent \| CR Rècord del campionat \| NR Rècord nacional \| OR Rècord olímpic \| PB/PR Millor marca personal/Rècord personal SB Millor marca personal de la temporada \| WL Millor marca mundial de l'any \| WR Rècord del món |                                                                         |             |                                                                   |          |                                                                                |          |

- nb  La marató es disputà sobre una distància de 40.1 km, 2 km més curta de la distància oficial.

### Categoria femenina
| Event | Or                                                                                                   | Or       | Plata                                                                      | Plata | Bronze                                                                                      | Bronze |
| 100 m | Yevgeniya Sechenova (URS)                                                                            | 11.9 CR  | Winifred Jordan (GBR)                                                      | 12.1  | Claire Bresolles (FRA)                                                                      | 12.2   |
| 200 m | Yevgeniya Sechenova (URS)                                                                            | 25.4     | Winifred Jordan (GBR)                                                      | 25.6  | Léa Caurla (FRA)                                                                            | 25.6   |
| 80 m tanques | Fanny Blankers-Koen (NED)                                                                            | 11.8     | Yelena Gokieli (URS)                                                       | 11.9  | Valentina Fókina (URS)                                                                      | 11.9   |
| relleus 4×100 m | Països BaixosGerda van der Kade-Koudijs · Netty Witziers-Timmer · Martha Adema · Fanny Blankers-Koen | 47.8     | FrançaLéa Caurla · Anne-Marie Colchen · Claire Bresolles · Monique Drilhon | 48.5  | Unió SovièticaYevgeniya Sechenova · Valentina Fókina · Yelena Gokieli · Valentina Vasilyeva | 48.7   |
| Salt d'alçada | Anne-Marie Colchen (FRA)                                                                             | 1.60     | Aleksandra Chudina (URS)                                                   | 1.57  | Anne Iversen (DEN)                                                                          | 1.57   |
| Salt de llargada | Gerda van der Kade-Koudijs (NED)                                                                     | 5.67     | Lidija Gaile (URS)                                                         | 5.67  | Valentina Vasilyeva (URS)                                                                   | 5.63   |
| Llançament de pes | Tatyana Sevryokova (URS)                                                                             | 14.16 CR | Micheline Ostermeyer (FRA)                                                 | 12.84 | Amelia Piccinini (ITA)                                                                      | 12.22  |
| Llançament de disc | Nina Dumbadze (URS)                                                                                  | 44.21    | Ann Niesink (NED)                                                          | 40.46 | Jadwiga Wajs (POL)                                                                          | 39.37  |
| Llançament de javelina | Klavdiya Mayuchaya (URS)                                                                             | 46.25 CR | Lyudmila Anokhina (URS)                                                    | 45.84 | Johanna Koning (NED)                                                                        | 43.24  |
| AR Rècord del continent \| CR Rècord del campionat \| NR Rècord nacional \| OR Rècord olímpic \| PB/PR Millor marca personal/Rècord personal SB Millor marca personal de la temporada \| WL Millor marca mundial de l'any \| WR Rècord del món | |          |                                                                            |       |                                                                                             |        |

## Medaller
| Posició | País           | Or | Plata | Bronze | Total |
| 1       | Suècia         | 11 | 5     | 6      | 22    |
| 2       | Unió Soviètica | 6  | 7     | 4      | 17    |
| 3       | Finlàndia      | 4  | 3     | 5      | 12    |
| 4       | França         | 3  | 4     | 4      | 11    |
| 5       | Països Baixos  | 3  | 2     | 1      | 6     |
| 6       | Regne Unit     | 2  | 5     | 3      | 10    |
| 7       | Noruega        | 1  | 2     | 0      | 3     |
| 8=      | Dinamarca      | 1  | 1     | 2      | 4     |
| 8=      | Itàlia         | 1  | 1     | 2      | 4     |
| 10      | Islàndia       | 1  | 0     | 0      | 1     |
| 11      | Suïssa         | 0  | 2     | 0      | 2     |
| 12      | Bèlgica        | 0  | 1     | 0      | 1     |
| 13      | Txecoslovàquia | 0  | 0     | 4      | 4     |
| 14      | Hongria        | 0  | 0     | 1      | 1     |
| 14      | Polònia        | 0  | 0     | 1      | 1     |

## Participació
Segons un recompte no oficial, 354 atletes de 20 països van participar en la competició, un atleta més que el número oficial de 353 publicat.
| - Bèlgica (11) - Txecoslovàquia (29) - Dinamarca (23) - Finlàndia (20) - França (31) | - Grècia (5) - Hongria (11) - Islàndia (10) - Irlanda (1) - Itàlia (15) | - Liechtenstein (2) - Luxemburg (5) - Països Baixos (17) - Noruega (38) - Polònia (18) | - URSS (19) - Suècia (54) - Suïssa (14) - Regne Unit (24) - Iugoslàvia (7) |